# Crkva sv. Katarine u Nevincu
Crkva sv. Katarine u Nevincu župna je rimokatolička crkva u selu Nevinac u općini Nova Rača u Bjelovarsko-bilogorskoj županiji.
Crkva sv. Katarine sagrađena je 1890. godine, na mjestu stare istoimene crkve. Glavni oltar iz 1891. godine, sagrađen je po nacrtima poznatoga arhitekta Hermanna Bolléa. Orgulje potječu iz 1972. godine. Po legendi, selo Nevinac dobilo je ime po plemićkoj obitelji Nyven. Posljednji potomak obitelji, Katarina Nyven umrla je mlada pa je njoj u čast crkva nazvana po sv. Katarini Aleksandrijskoj. To je jednobrodna građevina, užeg poligonalno zaključenog svetišta sa zvonikom ispred glavnog pročelja. Unutrašnjost je svođena travejima češkog svoda odijeljenog pojasnicama.
Dana, 20. rujna 2020. godine posvećen je novi oltar u crkvi sv. Katarine.  U novi nevinački oltar ugrađene su svetačke moći bl. Miroslava Bulešića. Mons. dr. Stjepan Kožul, rodom iz Nevinca napisao je knjigu „Povijest župe Nevinac” 1989. godine.

## Zaštita
Pod oznakom  Z-2102 vodi se kao nepokretno kulturno dobro - pojedinačno, pravnog statusa zaštićena kulturnog dobra, klasificirano kao "sakralna graditeljska baština".

 